# Shamilia Connell
Shamilia Shontell Connell (sinh ngày 14 tháng 7 năm 1992) là một vận động viên cricket người Barbados đại diện cho Tây Ấn quốc tế. Là một cung thủ nhanh tay phải, cô đã ra mắt quốc tế vào năm 2014.
Connell đã ra mắt quốc tế vào tháng 9 năm 2014, trong một Twenty20 International chống lại New Zealand. Sự ra mắt của cô ấy trong Ngày Quốc tế (ODI) vài tháng sau đó, chống lại Úc. Tuy nhiên, Connell đã đưa cô ấy chơi wicket quốc tế đầu tiên cho đến tháng 10 năm 2015, trong loạt ODI chống lại Pakistan. Cô đã hoàn thành với sáu bấc, nhiều nhất cho đội của mình, bao gồm 3/32 trong ODI thứ tư. Tại World Twenty20 2016 ở Ấn Độ, Connell là thành viên của đội Tây Ấn đã giành được danh hiệu thế giới đầu tiên của họ, có mặt trong tất cả các trận đấu tại giải đấu. Cô đã được so sánh với cung thủ nhanh nhẹn đã nghỉ hưu ở Tây Ấn Joel Garner, ở chỗ cô "cao, nhanh nguy hiểm và không sợ những người thích đánh chén".
Vào tháng 10 năm 2018, Cricket West Indies (CWI) đã trao cho cô ấy một hợp đồng dành cho nữ cho mùa giải 2018. Cuối tháng đó, cô được ghi tên vào đội hình của West Indies cho giải đấu ICC Women's World Twenty20 2018 ở West Indies.